# Professor Layton and the Curious Village
Professor Layton and the Curious Village  (яп. レイトン教授と不思議な町 Рэйтон-кё:дзю то фусиги на мати, «Профессор Лейтон и загадочный городок») — приключенческая игра, включающая в себя также жанр головоломка, для портативного устройства Nintendo DS, разработанная и выпущенная в Японии студией Level-5, а за пределами Японии изданная компанией Nintendo. Это первая игра в серии о похождениях профессора Лейтона.
Игра повествует о профессоре археологии Хершеле Лейтоне и его ученике Люке Трайтоне. Лейтона, как известного сыщика, приглашают в городок Сейнт-Мистир для расследования дела о загадочном завещании барона Августа, который завещал всё своё наследство тому, кто отыщет некое «Золотое яблоко». Игрок, управляя профессором, исследует городок, общается с его жителями и пытается раскрыть тайну загадочного наследства. Горожане очень часто задают незнакомцам загадки, которые игроку приходится решать. Изрядное количество игрового времени уделено именно решению загадок.
Игра была положительно оценена критиками, получила несколько наград, ей сопутствовал крупный коммерческий успех. На территории Японии было продано свыше миллиона копий игры, и после локализации в мире продали ещё более трёх миллионов, тем самым Professor Layton and the Curious Village занимает 17 место среди самых продаваемых игр на Nintendo DS и второе среди игр, вышедших в 2007 году.
Professor Layton and the Curious Village также поставлялась предустановленной на телефоны марки NTT DoCoMo P906i в Японии. Эта версия отличалась добавленными в неё дополнительными головоломками.

## Игровой процесс

Скриншот, показывающий экран решения головоломок. На верхнем экране консоли даны инструкции, на нижнем необходимо ввести ответ

Игра проходит в режиме квеста, но часто прерывается решением небольших головоломок. Профессор и его ученик исследуют город в поисках загадочного Золотого яблока, которое недавно скончавшийся барон Август завещал тому, кто первым найдёт его. Герои перемещаются по отдельным районам города; они открываются постепенно, по мере продвижения по сюжету. Местные жители очень любят задавать задачки, и зачастую при попытке заговорить с горожанином, он загадывает одну из них. В этот момент игра переходит в режим решения головоломки, где на верхнем экране отображается текст задания, а на нижнем представлены элементы головоломки или просто иллюстрация, если загадка требует письменного ответа — для решения в той или иной манере необходимо использовать стилус. Головоломки могут быть совершенно разномастные: это и шахматные задачки, и головоломки наподобие «пятнашек», и обычные загадки, и различные другие разновидности. Головоломки играют ключевую роль — нередко бывает так, что для того, чтобы пройти в новый район или получить важную информацию, приходится решать очередную задачку. Однако большая часть загадок не является обязательной, а многие из них попросту спрятаны среди городской архитектуры. Обыскивая городские улицы, игрок, помимо скрытых загадок, может отыскать «подсказочные монеты». Их можно использовать при решении головоломок для покупки текстовых подсказок, если загадка оказывается сложной для игрока. Все найденные (решённые и нерешённые) головоломки добавляются в каталог: игрок может решить любую из них заново, выбрав соответствующий пункт в игровом меню.
Кроме этих двух основных режимов, в определённые моменты открывается доступ к трём дополнительным мини-играм. Первая представляет собой сборку некоего механизма из отдельных деталей, во второй игроку предоставляется возможность обставить мебелью комнаты Лейтона и Люка в гостинице, учитывая их предпочтения, и наконец, третья представляет собой классический пазл. Все элементы для этих мини-игр выдаются за решение головоломок, в том числе спрятанных.

## Музыкальное сопровождение
Саундтрек к игре написал Томохито Нисиура. Основным инструментом в музыкальных композициях выступает аккордеон, который задаёт основную тему в большинстве игровых мелодий. Также были задействованы такие инструменты, как колокола, флейта, ксилофон, скрипка, что достаточно нетипично для игровых саундтреков и создаёт самобытную атмосферу. Впрочем, хоть и музыкальное сопровождение достаточно органично подчёркивает стилистику игры, оно подверглось критике как со стороны игровых, так и музыкальных обозревателей, которые ссылались на его однообразие.
24 декабря 2008 года саундтрек был издан на территории Японии. В него входили все музыкальные композиции игры, а также аранжировки некоторых мелодий, записанные композитором Норихито Сумитомо, и оркестровые версии отдельных треков в исполнении Layton Grand Caravan Orchestra.
| №                   | Название                                  | Длительность |
| ------------------- | ----------------------------------------- | ------------ |
| 1.                  | «Professor Layton's Theme»                | 2:10         |
| 2.                  | «The Adventure Begins»                    | 0:29         |
| 3.                  | «St. Mystere»                             | 2:59         |
| 4.                  | «About Town»                              | 3:10         |
| 5.                  | «Puzzles»                                 | 1:53         |
| 6.                  | «Baron Reinhold»                          | 2:44         |
| 7.                  | «The Plot Thickens»                       | 2:10         |
| 8.                  | «Down the Tubes»                          | 3:22         |
| 9.                  | «The Veil of Night»                       | 3:55         |
| 10.                 | «Crumm's Cafe»                            | 1:45         |
| 11.                 | «Pursuit in the Night»                    | 2:27         |
| 12.                 | «The Mysterious Girl»                     | 3:56         |
| 13.                 | «Deserted Amusement Park»                 | 2:46         |
| 14.                 | «The Great Don Paolo»                     | 3:14         |
| 15.                 | «The Village Awakens»                     | 1:45         |
| 16.                 | «The Looming Tower»                       | 4:58         |
| 17.                 | «Memories of St. Mystere»                 | 3:07         |
| 18.                 | «Setting Out»                             | 1:31         |
| 19.                 | «End Theme»                               | 2:56         |
| 20.                 | «Professor Layton's Theme (Live Version)» | 3:36         |
| 21.                 | «The Veil of Night (Live Version)»        | 5:30         |
| 22.                 | «The Looming Tower (Live Version)»        | 4:42         |
| 23.                 | «End Theme (Live Version)»                | 2:51         |
| 24.                 | «About Town (High Quality)»               | 3:16         |
| 25.                 | «Baron Reinhold (High Quality)»           | 2:44         |
| 26.                 | «The Village Awakens (High Quality)»      | 1:47         |
| Общая длительность: | Общая длительность:                       | 75:48        |

## Разработка
Президент компании Level-5 Акихиро Хино однажды обратился к психологу Акире Таго — профессору университета Тибы, автора популярного в Японии сборника загадок «Гимнастика для ума» (яп. 頭の体操 атама но тайсо:) — с просьбой переложить его книгу в формате компьютерной игры. Хино признался, что с детства является поклонником профессора и его книги, что его всегда восхищало «чувство эврики», когда сам находишь ответ на поставленную перед тобой задачу или выход из проблемной ситуации. Акира Таго с радостью принял предложение и всячески сотрудничал с разработчиками, придумывая новые задачки, когда для этого не доставало его книги, или специально разрабатывал их под сенсорные возможности платформы. Однако простой формат набора головоломок не устраивал Хино, поскольку игровой рынок и так был завален подобными играми, в частности, на пике популярности была серия игр Brain Age. Поэтому президент разработал новый концепт игры, в которой бы решение загадок совмещалось с повествованием интересной истории — так «игрок бы получал двойное удовольствие от игры». Основу сценария написал сам Акихиро Хино. Действие игры решено было перенести в городок европейского стиля, Хино вспоминает, что ему пришлось усердно изучать европейскую культуру, чтобы наиболее точно передать подобную атмосферу. Главного героя игры — профессора Лейтона — он видел чопорным джентльменом с безупречными манерами и хотел сделать его похожим на Шерлока Холмса. И так же, как и у Холмса, у Лейтона должен быть верный помощник, которым стал юный Люк Трайтон.

## Отзывы и продажи
| Сводный рейтинг       | Сводный рейтинг |
| Агрегатор             | Оценка          |
| --------------------- | --------------- |
| GameRankings          | 86,17 %         |
| Metacritic            | 85 (57 обзоров) |
| Иноязычные издания    |                 |
| Издание               | Оценка          |
| 1UP.com               | A-              |
| Edge                  | 7/10            |
| EGM                   | 8,8/10          |
| Famitsu               | 33 / 40         |
| Game Informer         | 7,5/10          |
| GameSpot              | 9,0/10          |
| GameTrailers          | 9/10            |
| IGN                   | 8,0/10          |
| Giant Bomb            | 5/5             |
| Русскоязычные издания |                 |
| Издание               | Оценка          |
| «Страна игр»          | 8,5 / 10        |

Игра была тепло встречена игровой прессой, в том числе и российской. Рейтинги на сайтах-агрегаторах GameRankings и Metacritic составили 86,17 % и 85/100 соответственно. Сочетание жанра квест с головоломками было принято критикам неоднозначно. Некоторые ресурсы хвалили игру за успешную комбинацию жанров. «Бесшовное слияние головоломок, приключений и увлекательной истории», — так отозвался портал GameSpot. С другой стороны, рецензент Game Informer жаловался, что в игре слишком большое количество загадок, которые не вписываются в повествование, а также сожалел, что, в отличие от таких игр, как Hotel Dusk или Ace Attorney, основные тайны сюжета разрешаются сами «за игрока» в ходе диалогов и анимационных роликов. Было высказано, что игра не обладает реиграбельностью, поскольку, решив все загадки и узнав, чем закончится история, возвращаться к игре не захочется. При этом, однако, было отмечено, что за счёт большого количества головоломок игра имеет немалую продолжительность, а жизнь игры продолжают дополнительные загадки, которые можно скачать бесплатно с помощью онлайн-сервисов консоли. Зато внешний вид игры, в частности европейский стиль, колоритные персонажи и качественные анимационные ролики, был высоко оценён большинством журналистов. «Забавные карикатурные облики персонажей, убедительно живой городок, цвета приглушённые, но не блёклые», — Джереми Периш из 1UP.com говорит, что, вероятно, разработчики вдохновлялись французским мультфильмом «Трио из Бельвилля». Музыкальное композиции, впрочем, были охарактеризованы «раздражающим» и «часто повторяющимся». История в игре произвела на большинство рецензентов очень положительное впечатление. «…Сюжет, достойный детективного романа (с учётом японской специфики, конечно)… Ходы классических детективов доведены в игре до абсурда, но оттого они производят только большее впечатление», — отозвался Анатолий Сонин из gameland.ru. В юбилейной 250-м выпуске Nintendo Power назвала концовку Professor Layton and the Curious Village одной из лучших среди игр на консоли Nintendo, отметив множество открытий, которые ждут игрока в заключительной сцене.
За первый год в Японии было продано свыше 700 000 копий игры. В США игра держалась на протяжении трёх недель лидером продаж среди игр на NDS. В Великобритании, когда Nintendo поставила дополнительную партию на рынок (спустя приблизительно четыре месяца после дебюта игры), продажи Professor Layton and the Curious Village подскочили на 54 %, и игра поднялась с десятого на четвёртое место в списке лидеров продаж игр на консоли Nintendo. Всего на конец 2012 года по всему миру было продано свыше пяти миллионов копий (5,06 млн).

## Награды и номинации
Professor Layton and the Curious Village была признана лучшей игрой 2008 года для Nintendo DS по версии порталов GameSpy и GiantBomb. Журнал Nintendo Power назвал игру «Лучшей головоломной игрой» 2008 года. В списке 50 лучших игр 2008 года ресурса Eurogamer игра заняла 15-ю строчку, попала в десятку лучших игр 2008 года по мнению портала GameSpy. IGN представил игру в номинации «Лучшая головоломная игра» — хоть победу она не одержала, но по версии читателей была признана таковой. Professor Layton and the Curious Village победила в номинации «Лучшая игра для карманных консолей» на церемониях вручения Премии Британской Академии в области видеоигр и Spike Video Game Awards.